# Sart-Eustache
Pour les articles homonymes, voir Sart.
Sart-Eustache (en wallon Sårt-a-Statche) est un village de Wallonie situé dans l'Entre-Sambre-et-Meuse et traversé par la Biesme. Administrativement, il fait partie de la ville de Fosses-la-Ville, en province de Namur (Belgique). C'était une commune à part entière avant la fusion des communes de 1977.

## Étymologie
Un acte de l'Abbaye d'Oignies indique cet endroit sous la dénomination Sartum (latin pour lieu défriché rendu cultivable).
En 1289, on trouve déjà le nom de Sart ale Stache (stache: poteau, pieu, potence). Mais aussi Sart à l'estache (sous la dépendance) de Biesme-la-Colonoise, le village dépendant jadis du ban de Biesme, appartenant aux comtes de Namur.
En 1665, le nom devient Sart-Eustache, au XIXe siècle Sart-Saint-Eustache, plus tard à nouveau Sart-Eustache.

## Évolution démographique
- Source: DGS, 1831 à 1970=recensements population, 1976= habitants au 31 décembre

## Histoire
Les premiers habitants s'installèrent sur les « bonnes terres du Blanc », proches de la Ramée et Le Roux : le « vieux village ».
Un moulin, d'avant 1265, allait attirer à l'autre bout du village les activités d'une forge, au Petit Sart, extension des ateliers métallurgiques de Biesme. En 1395, Hanosset, le feron de Presles, édifie deux forges à Sart-Eustache, dont l'une sur l'emplacement du moulin. Cette forge prend de l'ampleur. Des habitations viennent s'y regrouper. Le domaine du Petit Sart s'estompe au profit du Sart al Stache.
Vers 1559, ces installations sont détruites lors des guerres de Charles Quint contre la France.
En 1571, Pierre le Sire en fut le maître de forges. Il aménagea une tour constituant la partie la plus ancienne du château. Le « vieux village » disparut peu à peu.
En 1595, François de Sire (son fils), capitaine d'infanterie de la Sainte Ligue, héritera de la tour avec forges et terres. Le 29 juillet 1605, il devint le premier seigneur de Gougnies et fut anobli en 1610 par les archiducs Albert et Isabelle, pour services rendus.
En 1665, Marguerite de Sire céda l'exploitation à Jean Desmanet, issu d'une famille de maîtres de forges.
Il devint le premier seigneur de Sart-Eustache.
En 1701, son fils Martin-Alexandre Desmanet, lui succède et achète le fief du Petit Sart en 1702 et la seigneurie de Biesme en 1709. L'activité des forges s'éteindra vers 1720.
Son frère, Charles-Philippe-Hubert, recevra la seigneurie du Sart.
En 1838, château et terres passent à Amour de Bruges, puis à son fils Paul de Bruges de Gerpinnes et en 1876 au baron Guillaume de Giey. Sa fille, Marie-Pauline de Giey, épousera Jean d'Orjo de Marchovelette.

## Liste des bourgmestres de 1830 à 1977
- Jean (Marie Zoé Antoine) d'Orjo de Marchovelette[4].
- Paul de Bruges de Gerpinnes, de 1884 à 1890, (Parti Catholique).
- Guillaume de Giey, de 1891 à 19??, (Parti Catholique).
- 1947-1974 Jean-Marie d'Orjo de Marchovelette[5].

## Patrimoine et folklore

### Patrimoine architectural
- Eglise Sainte-Croix. Construite en 1860 en style néo-gothique[6].
- Château de Sart-Eustache. Propriété à la fin du XVIe siècle de la famille Le Sire, devenue en 1664 siège d'une seigneurie hautaine lors de la vente à la famille Desmanet, passée par succession en 1836 à la famille de Bruges, puis d'Orjo[6].
- Ferme de la Basse-Cour, rue de l'Eglise. Située à l'est du château, quadrilatère datant du XVIIe siècle, transformé et agrandi au cours des XVIIIe et XIXe siècle[7].